# Cymbonotus
Cymbonotus Cass., 1825 è un genere di piante angiosperme dicotiledoni della famiglia delle Asteraceae.

## Descrizione

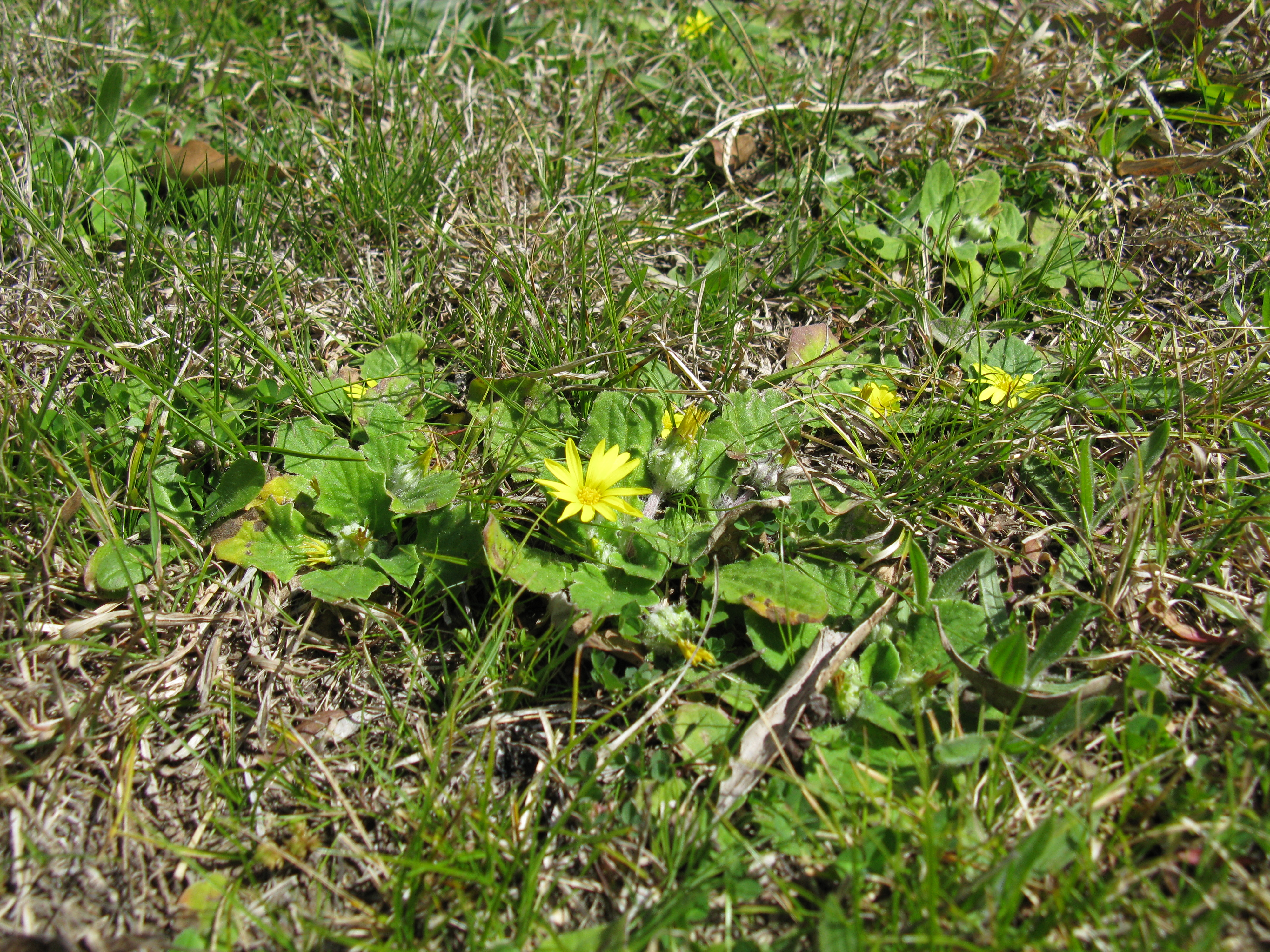
Il portamento
Cymbonotus lawsonianus

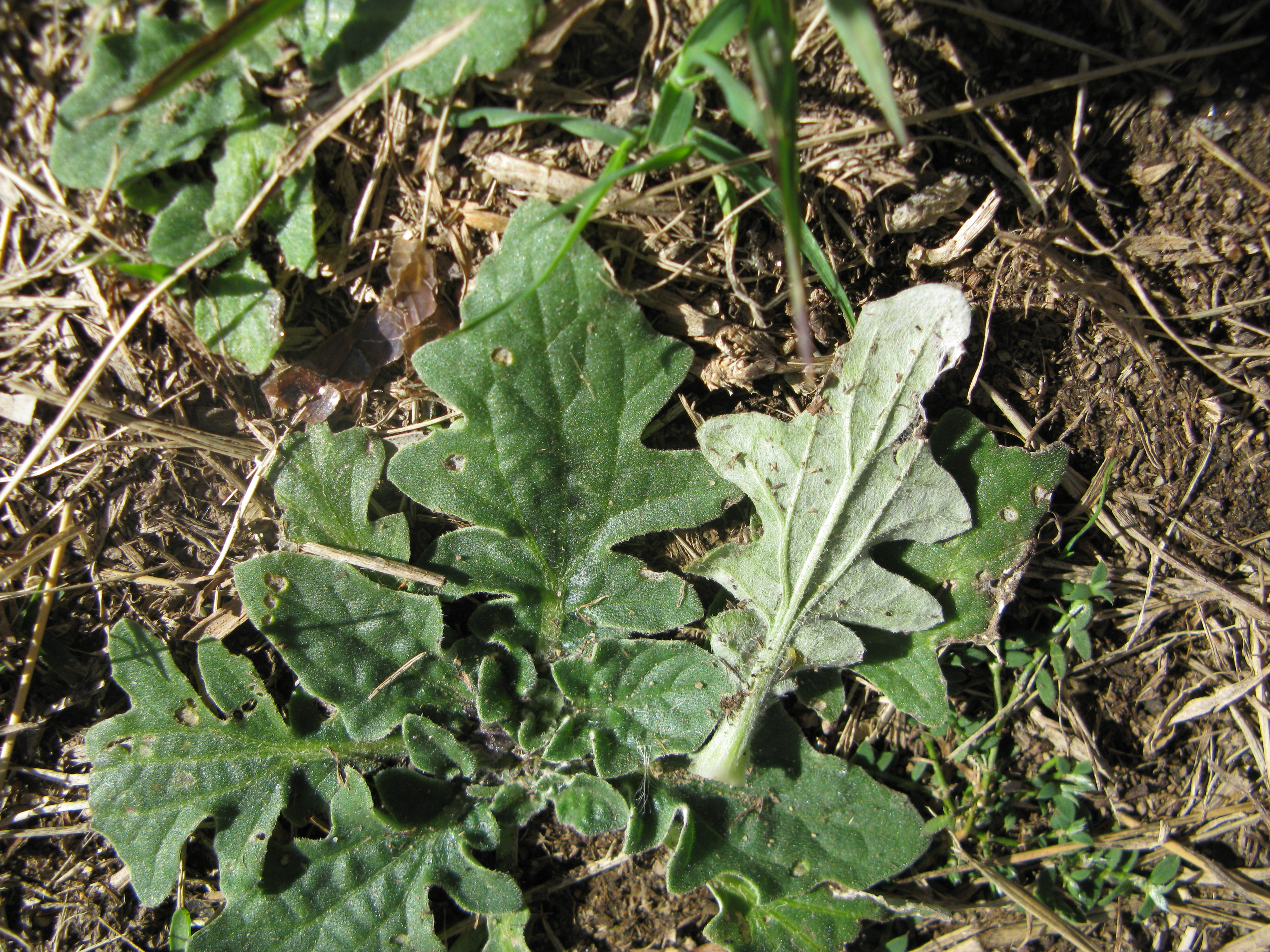
Le foglie
Cymbonotus lawsonianus

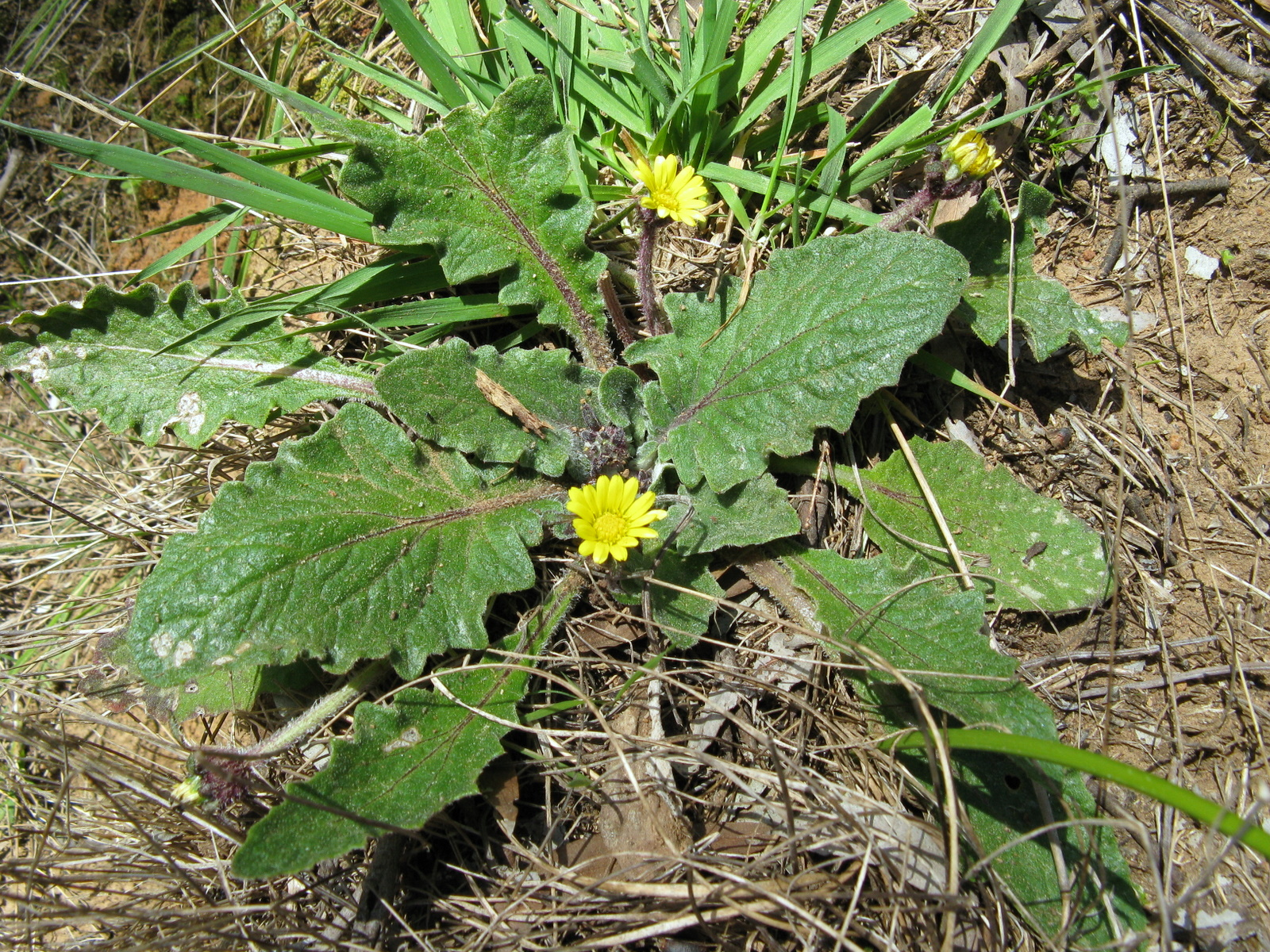
Infiorescenza
Cymbonotus preissianus

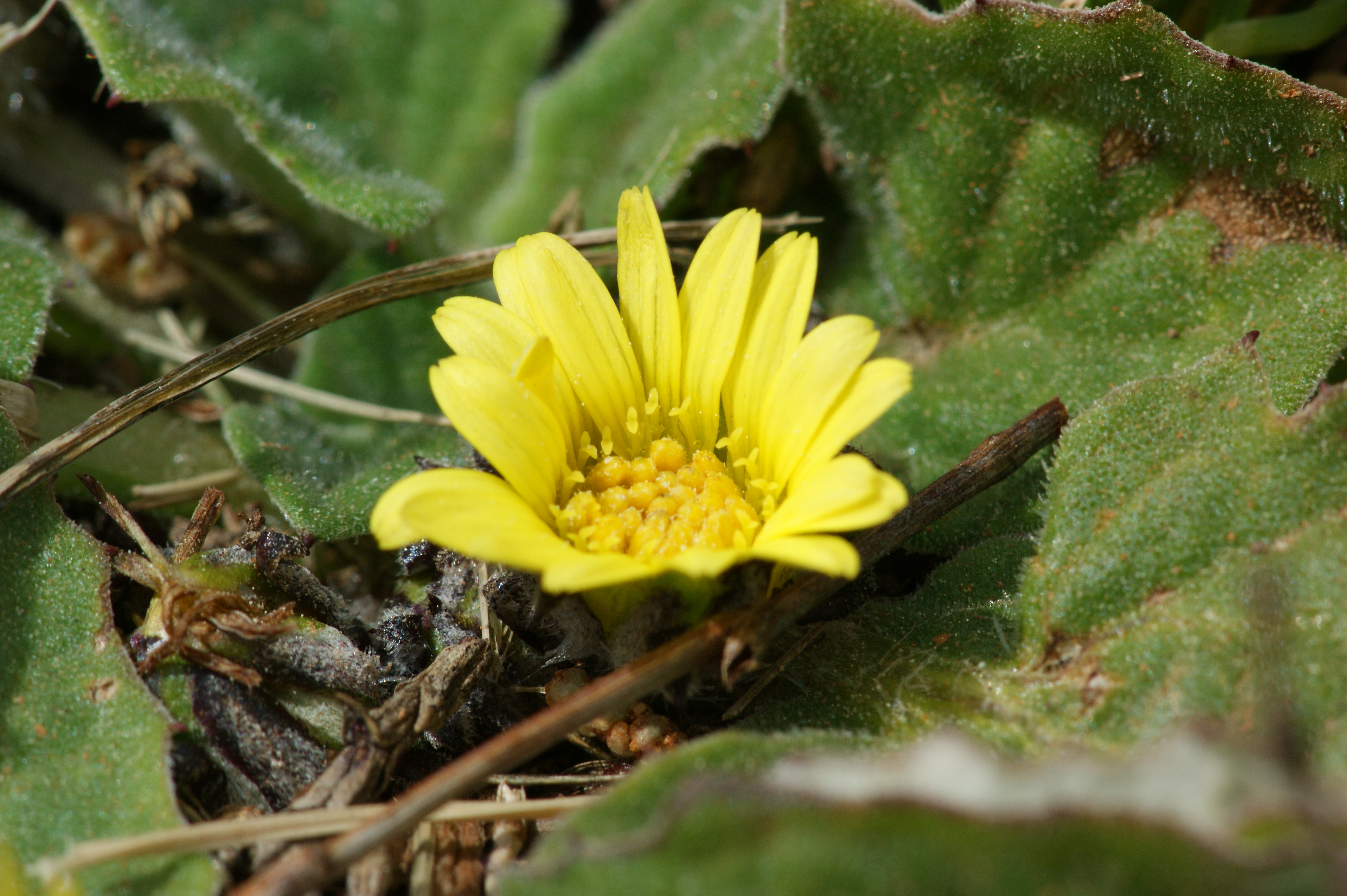
I fiori
Cymbonotus lawsonianus

Le piante di questo genere sono delle erbe annuali o perenni senza latice. La superficie può essere pubescente per peli ghiandolari.
Le foglie si dividono in basali e cauline. Quelle basali formano delle rosette. Le foglie lungo il caule hanno una disposizione alternata. La forma varia da dentata o lobata fino a pennatifida. La superficie è normalmente provviste di peli lanosi. I bordi non sono spinosi.
Le infiorescenze sono composte da capolini per lo più singoli, peduncolati o scaposi. I capolini di tipo radiato, sono formati da un involucro a forma più o meno cilindrica composto da brattee disposte in modo embricato e scalato su più serie (2 - 3) all'interno delle quali un ricettacolo fa da base ai fiori tubulosi (quelli centrali o del disco) e ligulati (quelli periferici o del raggio). Le brattee, simili a foglie e con forme lanceolate, sono libere, a consistenza fogliacea e apici scariosi. Il ricettacolo è convesso con piccole pagliette scariose. Diametro del capolino: 10 mm.
I fiori sono tetra-ciclici (ossia sono presenti 4 verticilli: calice – corolla – androceo – gineceo) e pentameri (ogni verticillo ha 5 elementi).  I fiori del raggio sono femminili (talvolta sono presenti degli staminoidi) e uniseriati; quelli centrali (del disco) sono maschili o ermafroditi e fertili.
- Formula fiorale:

*/x K {\displaystyle \infty }, [C (5), A (5)], G 2 (infero), achenio
Calice: i sepali del calice sono ridotti ad una coroncina di squame.
Corolla: le corolle dei fiori in genere sono corte. Quelle dei fiori periferici sono raggianti a forma ligulata (zigomorfi) terminati con tre lobi; il colore è giallo. I fiori centrali, quelli del disco, sono tubulosi (attinomorfi) con delle corolle che terminano con 5 lobi poco profondi, venati in modo discontinuo.
Androceo: gli stami sono 5 con filamenti liberi e distinti, mentre le antere, sagittate, sono saldate in un manicotto (o tubo) circondante lo stilo. Le appendici apicali delle antere sono brevi e ovate. Le teche sono speronate ma senza coda. Le pareti dell'endotecio sono radiali.
Gineceo: lo stilo è filiforme, mentre gli stigmi dello stilo sono due corti, ottusi, lisci e divergenti. L'ovario è infero uniloculare formato da 2 carpelli. Lo stilo è ingrossato all'apice e con peli concentrati in un anello appena sotto la biforcazione stigmatica.
Il frutto è un achenio. Gli acheni hanno delle forme dorsoventralmente asimmetriche e da oblunghe a obovoidi, sono bi-costoluti sia lateralmente che dorsalmente; il pericarpo può avere una subepidermide sclerificata. Delle rugosità percorrono il frutto in modo trasversale; la superficie può essere glabra o minutamente pubescente. Il pappo è assente.

## Biologia
- Impollinazione: l'impollinazione avviene tramite insetti (impollinazione entomogama tramite farfalle diurne e notturne).
- Riproduzione: la fecondazione avviene fondamentalmente tramite l'impollinazione dei fiori (vedi sopra).
- Dispersione: i semi (gli acheni) cadendo a terra sono successivamente dispersi soprattutto da insetti tipo formiche (disseminazione mirmecoria). In questo tipo di piante avviene anche un altro tipo di dispersione: zoocoria. Infatti le brattee dell'involucro possono agganciarsi ai peli degli animali di passaggio disperdendo così anche su lunghe distanze i semi della pianta.

## Distribuzione e habitat
La distribuzione delle piante di questa specie è relativa all'Australia meridionale (è un endemismo australe).

## Tassonomia
La famiglia di appartenenza di questa voce (Asteraceae o Compositae, nomen conservandum) probabilmente originaria del Sud America, è la più numerosa del mondo vegetale, comprende oltre 23.000 specie distribuite su 1.535 generi, oppure 22.750 specie e 1.530 generi secondo altre fonti (una delle checklist più aggiornata elenca fino a 1.679 generi). La famiglia attualmente (2021) è divisa in 16 sottofamiglie.

### Filogenesi
Le piante di questa voce appartengono alla sottotribù Arctotidinae (tribù Arctotideae) della sottofamiglia Vernonioideae. Questa assegnazione è stata fatta solo ultimamente in base ad analisi di tipo filogenetico sul DNA delle piante. Precedenti classificazioni descrivevano queste piante nella sottofamiglia Cichorioideae.
I confini delimitanti questo genere sono ancora incerti. Da un punto di vista morfologico (e anche filogenetico) ci sono molte affinità con il genere Arctotis. Alcuni studi supportano un clade formato dalle specie Cymbonotus lawsonianus e Arctotis arctotoides ma anche con la specie Haplocarpha schimperi.
Si distingue dal resto dei generi della sottotribù per i lobi dei fiori del disco venati in modo discontinuo.

### Elenco delle specie
Per questo genere sono assegnate le seguenti 3 specie:
- Cymbonotus lawsonianus Gaudich.
- Cymbonotus maidenii  (Beauverd) A.E.Holland & V.A.Funk
- Cymbonotus preissianus  Steetz